# CINEMA dub MONKS
CINEMA dub MONKS（シネマ・ダブ・モンクス）は、1999年に結成された日本のグループ。
即興演奏を交えた音楽と映像を融合させたパフォーマンスで知られる。これまでに3枚のアルバムをリリースし。三度の欧州ツアーや、各地大型フェスティバルに参加する。
ファーストアルバムの『TRES』は、イギリスのジャズシンガー、Jamie Cullum( ジェイミー・カラム)や、DJ Gilles Peterson(ジャイルス・ピーターソン)からの高い評価。
ハナレグミを始め、様々なミュージシャンのレコーディングや、ライブサポートメンバーとしても活動している。

## メンバー
中心メンバー、曽我大穂（ハーモニカ、フルート、ピアニカ、ウクレレ、カセットテープ etc.）、ガンジー西垣（ウッドベース）の2名。

## 来歴
1999年
沖縄にて曽我大穂（flute,harp,tape recorder,etc,,,）と、ジャズ・ベーシストのガンジー西垣でCINEMA dub MONKSが 結成。
“物語のある音楽”をテーマに、フルート、ウッドベース、パーカッション、ピアニカ、サンプラーなどの楽器と、各地で〈フィールドレコーディング〉した音を絡ませた即興演奏からなる音と、情景を想起させる〈映像（スライド映写機,8ミリ）〉により、〈1本の映画〉のようなライヴ空間をつくりだす。
2002年
バルセロナに6ヶ月滞在してライブを行なう(マヌ・チャオと出会う)。バルセロナでの体験を機に、パフォーマンスの中に物語を織り込むことを意識するようになった。ヨーロッパでの音楽活動を本格化させ、ベルリン、パリにも滞在。
2003年
ファーストアルバム『TRES』を制作し、バルセロナとベルリンで発売される。『TRES』は、ランダム再生を意識して制作されたアルバム。
6月〜7月、二度目の欧州ライブツアー。
2004年
英国のレーベルSoftlyよりアナログ盤『The Barcelona Project』をリリース。
同年5月『TRES ~ sometimes on a fieldkickin'a ball』を国内にてリリース。
同年7月FUJI ROCK FESTIVALに出演。11月〜12月バルセロナ～リスボンをツアー。
2005年
2月、那覇の前島アートセンターにて、地方都市の視点から音楽・アート・文化の接点を探る試みとして、企画展『リスボン/バルセロナ/沖縄～美術・音楽・地方都市・シネマ ダブ モンクス～』を開催。
同展にて欧州ツアーの模様をおさめたドキュメンタリー映画「うみべの街のはなし」を公開。
11月、東京渋谷でのライブセッションの模様を収めた2ndアルバム『cinema,duo』をplants/RD RECORDSよりリリース。
2007年
活動休止。
2009年
10月、七人のゲスト（ワダマコト,CaSSETTE CON-LOS／芳垣安洋,ROVO ／BOSE,スチャダラパー／ハナレグミ ／辻コースケ ／KOO,Black Bottom BrassBand／上運天淳,KINGDOM☆AFROCKS）を招き、4年ぶりの新作アルバム「永遠と一日」をレーベルMonogatariよりリリース。
2010年
5月ARABAKI ROCK FEST.出演。
9月作家のいしいしんじを招き音楽と小説を即興で組み合わす3夜連続公演を南青山のギャラリーで行った。
メンバーは、ハナレグミ、おおはた雄一、二階堂和美、オオヤユウスケ、首里フジコ、などのアーティストのサポートやレコーディングメンバーとしても活動している。
2022年
3月29日にガンジー西垣が肺炎で死去。

## 作品

### アルバム
1st Alubm *TRES（2004年5月19日）
※バルセロナ滞在時ライブを元にした内容。イギリスのジャズシンガー ジェイミー・カラムや、DJジャイルス・ピーターソンからの高い評価(BBCによる "Worldwide Track Of The Year 2004" に楽曲ノミネート）を得る。
~The First Story~
1. Introduction
2. 6/8
3. A xylophone and stairs
4. A harmonica and bass
5. Rains and a guitar
6. Notice
7. Intoroduction of MONKS SONG
8. MONKS SONG
9. A room and a ukulele

~The Second Story~
1. Asi la vida siguendo

2nd Alubm *Cinema, duo（2005年11月23日） - DVD付　ライナーノーツは原田郁子
※東京渋谷でのライブ模様を収めたアルバム
1. 序
2. 町
3. 町
4. とめどない感情
5. 戻りたい家
6. 雲間と雲間
7. 渋茶2杯の会話
8. 渋茶2杯の会話
9. ある夜、軒先
10. 結

3rd Alubm *永遠と一日（Eternity and A Day） （2009年10月7日）
※参加ミュージシャン⇒ワダマコト（カセットコンロス）、辻コースケ、芳垣安洋（ROVO）、BOSE（スチャダラパー）、ハナレグミ、KOO（BLACK BOTTOM BRASS BAND）、上運天淳市（KINGDOM☆AFROCKS）、他。
1. はじめに
2. 遠方より
3. 途中の町
4. 生まれた町
5. 気配
6. 落ち着かぬ心
7. 飛べ
8. 永遠と一日
9. 森と木と、海辺と
10. テラス、ステップ
11. TANGO（うみべの町のはなし）
12. 市場
13. 市場と旅人
14. 近くて遠い
15. これからの、物語

### LPアルバム
- The Barcelona Project（2004年6月7日） - アナログ盤

### コンピレーション 他
- SUNDALAND~plants compilation(CD - 2005)　他の参加アーティスト:GOMA、OKI、PANORAMA STEEL ORCHESTRA
- OPERA? 溝口肇(CD - 2006) 他の参加アーティスト:種ともこ、土岐麻子、村上“ポンタ”秀一
- スティール・パン・プレイズ・クラシック (CD - 2006) 他の参加アーティスト:田村玄一 (演奏者)、PAN CAKE、山村誠一、原田芳宏　他
- Winter,Spring,Summer or Fall:Aloha Chill (CD - 2006) 他の参加アーティスト:吉田哲人 feat.土岐麻子、吉田哲人 feat.土岐麻子&山内雄喜、田村玄一 feat.土岐麻子
- STEEL PAN Plays CINEMA (CD - 2007) 他の参加アーティスト:原田芳宏、土岐麻子&田村玄一
- STEEL PAN Plays BACHARACH (CD - 2007) 他の参加アーティスト:G.RINA&田村玄一、原田芳宏、Tony Guppy
- LOVE plants compilation vol.3 (CD - 2007) 他の参加アーティスト:ハナレグミ、アン・サリー
- RINKEN BAND"EISA"REMIX (2003年11月8日) りんけんバンドのリミックスを担当

他多数。
この他、リスボンツアーを記録した映像作品がある。